# Secrétaire de l'Échiquier au Trésor
Le secrétaire de l'Échiquier au Trésor (en anglais : Exchequer Secretary to the Treasury) est un poste ministériel subalterne au Trésor britannique, placé sous le premier lord du Trésor, le chancelier de l'Échiquier, le secrétaire en chef du Trésor, le Paymaster General et le secrétaire financier du Trésor, au côté du secrétaire économique du Trésor. Il se classe au niveau du secrétaire parlementaire. Contrairement aux autres postes de secrétaire au Trésor, il n'est utilisé qu'occasionnellement, notamment lorsque le poste de Paymaster General est attribué à un ministre extérieur au Trésor, souvent rattaché au Bureau du Cabinet (tel est le cas actuellement).
Le premier secrétaire de l'Échiquier est le conservateur Phillip Oppenheim sous le Premier ministre John Major. Il occupe le poste du 23 juillet 1996 au 2 mai 1997, lorsqu'il perd son siège parlementaire à l'élection générale de 1997 qui voit les travaillistes de Tony Blair accéder au pouvoir. Après une période de suspension, la fonction est rétablie lors de l'accession de Gordon Brown au poste de Premier ministre en juin 2007 ; Angela Eagle est nommée secrétaire de l'Échiquier.
Le poste est occupé par James Murray depuis le 9 juillet 2024 sous le Premier ministre Keir Starmer.

## Liste des secrétaires de l'Échiquier au Trésor
Légende (pour les partis politiques) :
| Nom          | Nom          | Portrait                                                        | Mandat            | Mandat            | Parti politique | Premier ministre | Premier ministre    | Chancelier | Ref.   |
| ------------ | ------------ | --------------------------------------------------------------- | ----------------- | ----------------- | --------------- | ---------------- | ------------------- | ---------- | ------ |
|              |              | Phillip Oppenheim député pour Amber Valley                      | 23 juillet 1996   | 2 mai 1997        | Conservateur    |                  | Major(II)           | Clarke     | [ 3 ]  |
| Poste vacant | Poste vacant | Poste vacant                                                    | 1997–2007         | 1997–2007         | N/A             |                  | Blair(I II III)     | Brown      |        |
|              |              | Angela Eagle députée pour Wallasey                              | 29 juin 2007      | 9 juin 2009       | Travailliste    |                  | Brown (I)           | Darling    | [ 4 ]  |
|              |              | Kitty Ussher députée pour Burnley                               | 9 juin 2009       | 17 juin 2009      | Travailliste    | [ 5 ]            | Brown (I)           | Darling    |        |
|              |              | Sarah McCarthy-Fry députée pour Portsmouth North                | 17 juin 2009      | 11 mai 2010       | Travailliste    | [ 6 ]            | Brown (I)           | Darling    |        |
|              |              | David Gauke député pour South West Hertfordshire                | 13 mai 2010       | 15 juillet 2014   | Conservateur    |                  | Cameron (Coalition) | Osborne    | [ 7 ]  |
|              |              | Priti Patel députée pour Witham                                 | 15 juillet 2014   | 11 mai 2015       | Conservateur    | [ 8 ]            | Cameron (Coalition) | Osborne    |        |
|              |              | Damian Hinds député pour East Hampshire                         | 12 mai 2015       | 13 juillet 2016   | Conservateur    |                  | Cameron (II)        | Osborne    | [ 9 ]  |
| Poste vacant | Poste vacant | Poste vacant                                                    | 2016–2017         | 2016–2017         | N/A             |                  | May (I)             | Hammond    |        |
|              |              | Andrew Jones député pour Harrogate and Knaresborough            | 15 juin 2017      | 8 janvier 2018    | Conservateur    |                  | May (II)            | Hammond    | [ 10 ] |
|              |              | Robert Jenrick député pour Newark                               | 9 janvier 2018    | 24 juillet 2019   | Conservateur    |                  | May (II)            | Hammond    | [ 11 ] |
|              |              | Simon Clarke député pour Middlesbrough South and East Cleveland | 27 juillet 2019   | 13 février 2020   | Conservateur    |                  | Johnson (I II)      | Javid      | [ 12 ] |
|              |              | Kemi Badenoch député pour Saffron Walden                        | 13 février 2020   | 16 septembre 2021 | Conservateur    |                  | Johnson (I II)      | Sunak      | [ 2 ]  |
|              |              | Helen Whately députée pour Faversham and Mid Kent               | 16 septembre 2021 | 8 juillet 2022    | Conservateur    |                  | Johnson (I II)      | Sunak      |        |
|              |              | Alan Mak député pour Havant                                     | 8 juillet 2022    | 7 septembre 2022  | Conservateur    |                  | Johnson (I II)      | Zahawi     |        |
|              |              | Felicity Buchan MP pour Kensington                              | 8 septembre 2022  | 28 octobre 2022   | Conservateur    |                  | Truss (I)           | Kwarteng   | [ 13 ] |
| Hunt         |              | Felicity Buchan MP pour Kensington                              | 8 septembre 2022  | 28 octobre 2022   | Conservateur    |                  | Truss (I)           |            | [ 13 ] |
|              |              | James Cartlidge député pour South Suffolk                       | 28 octobre 2022   | 21 avril 2023     | Conservateur    |                  | Sunak (I)           | [ 14 ]     |        |
|              |              | Gareth Davies MP pour Grantham et Stamford                      | 21 avril 2023     | 5 juillet 2024    | Conservateur    |                  | Sunak (I)           | [ 14 ]     |        |
|              |              | James Murray MP pour Ealing North                               | 9 juillet 2024    | Titulaire         | Travailliste    |                  | Starmer (I)         | Reeves     | [ 14 ] |